# قتل الأشقاء
قتل الأشقاء هو قتل طفل رضيع على يد أقربائه (أشقاء أو نصف أشقاء). قد يتم القتل مباشرة بيد الأشقاء أو بمساعدة الوالدين، وتكون مدفوعة بدافع المصالح كالميراث. في الطيور يحدث ذلك عندما لا يكفي الطعام جميع الفروخ، فيقتل الفرخ الأكبر سنًا الفروخ الأصغر.